# Izabela Kożon
Izabela Kożon, po mężu Zackiewicz (ur. 13 lipca 1988 w Warszawie) – polska siatkarka, grająca na pozycji przyjmującej. Od sezonu 2013/2014 zawodniczka PMKS Sokołów S.A. Nike Węgrów.

## Życiorys
Pierwsze kroki w siatkówce stawiała w klubie MKS MOS Wola Warszawa. Jest absolwentką Szkoły Mistrzostwa Sportowego w Sosnowcu gdzie w latach 2003–2006 reprezentowała tamtejszy klub.
W latach 2004–2005 była reprezentantką Polski kadetek, a później juniorek. Z reprezentacją juniorek brała udział w turnieju eliminacyjnym do Mistrzostw Świata 2007.
Po ukończeniu szkoły przeszła do SPE AZS AWF Warszawa. Następnie wyjechała do USA gdzie reprezentowała Middle Tennessee University w Murfreesboro. W rozgrywkach czterokrotnie została wybierana najlepszą zagraniczną zawodniczką tygodnia oraz najlepszą zawodniczką turnieju finałowego tej konferencji.
Dobra gra spowodowała, że otrzymała powołanie do kadry Polski B na 26. Letnią Uniwersjadę 2011 w chińskim mieście Shenzhen.
23 maja 2011 podpisała kontrakt ze szwajcarskim klubem Volley Köniz.
Po sezonie spędzonym w lidze szwajcarskiej powróciła do Polski, zasilając pierwszoligową Spartę Warszawa.

## Kluby
| Klub                          | Lata gry    |
| ----------------------------- | ----------- |
| MOS Wola Warszawa             | wychowanka  |
| SMS PZPS Sosnowiec            | 2003 – 2006 |
| SPE AZS AWF Warszawa          | 2006 – 2008 |
| Middle Tennessee University   | 2008 – 2011 |
| Volley Köniz                  | 2011 – 2012 |
| Sparta Warszawa               | 2012 – 2013 |
| PMKS Sokołów S.A. Nike Węgrów | 00od 2013   |

## Sukcesy

### Reprezentacyjne
- 2011 – 5. miejsce z reprezentacją Polski B na Uniwersjadzie w Shenzhen

### Klubowe
- 2012 –  Wicemistrzostwo Szwajcarii z Volley Köniz